# Debate Chomsky-Piaget
O debate Chomsky–Piaget, também conhecido como debate de Royaumont, foi um notório debate ocorrido em 1975 entre Noam Chomsky e Jean Piaget, inserindo-se no contexto da passagem da década de 60 e 70, quando a psicologia evolutiva desenvolvida nos Estados Unidos, ao se distanciar do Behaviorismo, abria-se à influência dos trabalhos de Piaget. O debate ocorreu na notória Abadia de Royaumont.